# Talpa stankovici
El topo de los Balcanes (Talpa stankovici) es una especie de mamífero soricomorfo de la familia Talpidae.

## Distribución
Se encuentra en Grecia, Serbia, Macedonia y Montenegro.